# Josef Ber
Josef Ber es un actor australiano conocido por haber interpretado a Dominic Wales en la serie de televisión Rush.

## Biografía
Josef tiene dos hijas Cleo y Bonnie.
Se graduó del National Institute of Dramatic Art (NIDA), con un grado en actuación en 1997.

## Carrera
Entre 1998 a 1999 apareció en las series australianas Wildside y Water Rats, también apareció en la película Powderburn. Ber también ha interpretado varios papeles en cine y teatro.
En el 2000 interpretó a Michael Frampton en la serie policíaca Murder Call. 
En el 2002 al oficial Craig Simons en la serie policíaca Young Lions; ese mismo año apareció en The Junction Boys.
En el 2004 participó como invitado en la exitosa serie de televisión australiana All Saints. También apareció en Dramatically Black y The Surgeon.
En el 2003 interpretó a Joe Byrne en la película Ned.
En el 2004 apareció como actor invitado en la serie Mcleod's Daughters donde interpretó a Hugh Mcleod, en el episodio "A McLeod Daughter" y en el 2007 en "Second Chances". Hugh era el padre de Jaz, Regan y Grace Mcleod
También apareció en la serie dramática Love My Way. En el 2008 apareció en la película animada $9.99 junto a Geoffrey Rush y Anthony LaPaglia.
En el 2008 se unió al elenco de la serie Rush donde interpreta al positivo y divertido Sargento Dominic Wales, el experto en explosivos del equipo. Originalmente su personaje iba a ser asesinado en la primera temporada; sin embargo el personaje de la actriz Claire van der Boom fue asesinado.
En el 2010 su personaje salió de la serie luego de que este disparara a un coche de policía después de tener una discusión con su superior Lawson (Rodger Corser), y este no lo aceptara de nuevo en el equipo. Josef interpretó de nuevo a su personaje en un episodio más ahora como integrante del escuadrón antibombas, su personaje murió al final del episodio después de que la bomba detonara.
En el 2012 apareció como invitado en la serie Tricky Business donde interpretó a Adrian Penn. 
El 1 de noviembre del mismo año se unió al elenco invitado de la popular serie australiana Home and Away donde interpreta a Neil Flemming, el abusivo esposo de Lisa Flemming (Rachael Beck), anteriormente había aparecido por primera vez en la serie en el 2006 donde interpretó al doctor Matthews durante los episodios #1.4120 y #1.4122. El 27 de noviembre de 2017 regresó a la serie ahora interpretando al detective inspector Will Shepherd, el oficial encargado de atrapar a Robbo por el asesinato de  Dennis Novak (Mirko Grillini).
Ese mismo año apareció en la miniserie Devil's Dust donde interpretó a Ted Banton.

## Filmografía

### Series de Televisión
| Año             | Serie                      | Personaje                 | Nota                          |
| --------------- | -------------------------- | ------------------------- | ----------------------------- |
| 2017 - presente | Home and Away              | D.I. Will Shepherd        | 6 episodios                   |
| 2016            | Janet King                 | Robbie Carter             | 5 episodios                   |
| 2015            | Australia: The Story of Us | Geoff Maiden              | episodio "Fair Go"            |
| 2014            | ANZAC Girls                | Mayor Sherwin             | 2 episodios - miniserie       |
| 2013            | Redfern Now                | Luis                      | episodio "Where The Heart Is" |
| 2012            | Devil's Dust               | Ted Banton                | 2 episodios - miniserie       |
| 2012            | Home and Away              | Neil Flemming             | 3 episodios                   |
| 2012            | Tricky Business            | Adrian Penn               | episodio "Secrets and Lies"   |
| 2011            | Wild Boys                  | Prescott                  | episodio # 1.4                |
| 2011            | Rescue Special Ops         | Blake Owens               | episodio "Two Fires"          |
| 2008 - 2010     | Rush                       | Sgt. Dominic "Dom" Wales  | 41 episodios                  |
| 2009            | East West 101              | Agente Doug Ford          | 6 episodios                   |
| 2004 - 2007     | Mcleod's Daughters         | Hugh Mcleod               | 2 episodios                   |
| 2007            | Love My Way                | Bruce                     | episodio "And in the End"     |
| 2005            | The Surgeon                | Secretario de Obstetricia | episodio #1.3                 |
| 2005            | Dramatically Black         | -                         | episodio "Plains Empty"       |
| 2004            | All Saitns                 | Dusty Crow                | episodio "Happy Familes"      |
| 2002            | Young Lions                | Of. Craig Simons          | episodio "Drag Racing"        |
| 2000            | Murder Call                | Michael Frampton          | episodio "Paid in Full"       |
| 1998            | Wildside                   | Oficial Colin Ryan        | 2 episodios                   |
| 1998            | Water Rats                 | Owen                      | episodio "Mocha Fudge"        |

### Películas
| Año  | Película          | Personaje              | Nota |
| ---- | ----------------- | ---------------------- | --- |
| 2016 | The Defector      | Teddy Knox             | corto - junto a Sean Taylor, Malcolm Kennard, Lech Mackiewicz, Aaron Scully, Renaud Jadin y Francis McMahon |
| 2016 | Down Under        | Sgt. Bryce Halliday    | junto a Lincoln Younes, Rahel Romahn, Alexander England, Damon Herriman, Marshall Napier y Justin Rosniak   |
| 2015 | Three Kings       | Donnie / Rick / George | corto - junto a Emily Robins, Cheree Cassidy y Kento Tago                                                   |
| 2015 | Talk to Someone   | Joe                    | corto - junto a Jason Montgomery, Vanessa Buckley, Cheree Cassidy, Yure Covich, Aaron Glenane y Tom Oakley  |
| 2014 | Notes             | -                      | corto - junto a Martin Crewes, Wayne Blair, Henry Nixon, Khan Chittenden, Abe Forsythe & Josh Quong Tart    |
| 2012 | Treading Water    | John                   | corto - junto a Nicole Nabout, Tony Poli, Remy Hii & Miles Szanto                                           |
| 2011 | Things to Do      | Tim                    | corto - junto a Richard Brancatisano & Ana Maria Belo                                                       |
| 2008 | $9.99             | -                      | junto a Geoffrey Rush, Anthony LaPaglia, Joel Edgerton, Ben Mendelsohn, Roy Billing & Leeanna Walsman       |
| 2003 | Ned               | Joe Byrne              | junto a Felix Williamson, Emma Lung, Abe Forsythe, Michala Banas & Damon Herriman                           |
| 2002 | The Junction Boys | Pine                   | junto a Fletcher Humphrys, Ewen Leslie, Andy Anderson, Luke Ford & Nick Tate                                |
| 1999 | Powderburn        | Clay                   | junto a Nicholas Bishop                                                                                     |

### Teatro[9]
| Año  | Obra                | Personaje | Director (a)                 | Teatro                 | Nota                                                                 |
| ---- | ------------------- | --------- | ---------------------------- | ---------------------- | -------------------------------------------------------------------- |
| 2012 | Porn.Cake           | Bill      | Shannon Murphy               | Stables Theatre        | junto a Glenn Hazeldine, Olivia Pigeot & Georgina Symes              |
| 2007 | Tiger Country       | Eddie     | Jonathan Gavin & John Sheedy | SBW Stables Theatre    | junto a Eve Morey, Matthew Moore & Nicole Winkler                    |
| 2006 | Human Resources     | -         | Chris Aronsten & Kate Gaul   | Siren Theatre Co.      | junto a Thomas Campbell & Lorna Lesley                               |
| 2005 | Rice Pudding        | -         | Kate Gaul                    | Siren Theatre          | junto a Eliza Logan & Nicholas Papademetriou                         |
| 2004 | Run Rabbit Run      | -         | Kate Gaul                    | Belvoir Street Theatre | junto a Roy Billing, Wayne Blair & Tyler Coppin                      |
| 2002 | Lobby Hero          | -         | Kate Gaul                    | Ensemble Theatre       | junto a Joanne Priest, Steve Rodgers & Darren Schnase                |
| 2001 | The Laramie Project | -         | Kate Gaul                    | Belvoir St. Theatre    | junto a Anthony Phelan, Russell Dykstra, Tara Morice & Alicia Talbot |